# 全景视频
全景视频是指可以在上下左右360度的拍摄角度任意观看的动态视频，他讓人們有一种身臨其境的感覺。全景视频通過全景相机拍攝，可以将静态的全景图转化为动态的视频图像。全景视频可以通过个人电脑、智能手机等移动设备或专用頭戴式顯示器來观看。2015年3月，YouTube宣佈正式支持全景視頻，用戶可以在該平台上發佈或觀看全景視頻。Facebook于2015年9月宣佈支持全景視頻。